# 技能検定 (道路交通法)
技能検定（ぎのうけんてい）とは、日本において道路交通法第99条の5の規定に基づき都道府県公安委員会から指定を受けた自動車教習所（指定自動車教習所）で実施される試験をいう。検定の内容や採点方法は公安委員会が実施する運転免許技能試験に準じた方法で行われる。検定は公安委員会から指定を受けた技能検定員が行う。技能検定に合格すると運転免許試験場において技能試験が免除される。仮免許の技能試験に相当する技能検定を修了検定、第一種・第二種免許の技能試験に相当するものを卒業検定という。詳細は各項を参照のこと。